# 卡坦扎羅車站
卡坦扎羅車站（義大利語：Stazione di Catanzaro）是位於義大利卡拉布里亞大區首府卡坦扎羅日耳曼托的一個鐵路車站，位於拉默齊亞-卡坦扎羅-利多線，啟用於2008年6月15日。這座車站取代了1889年啟用的卡坦扎羅舊站。

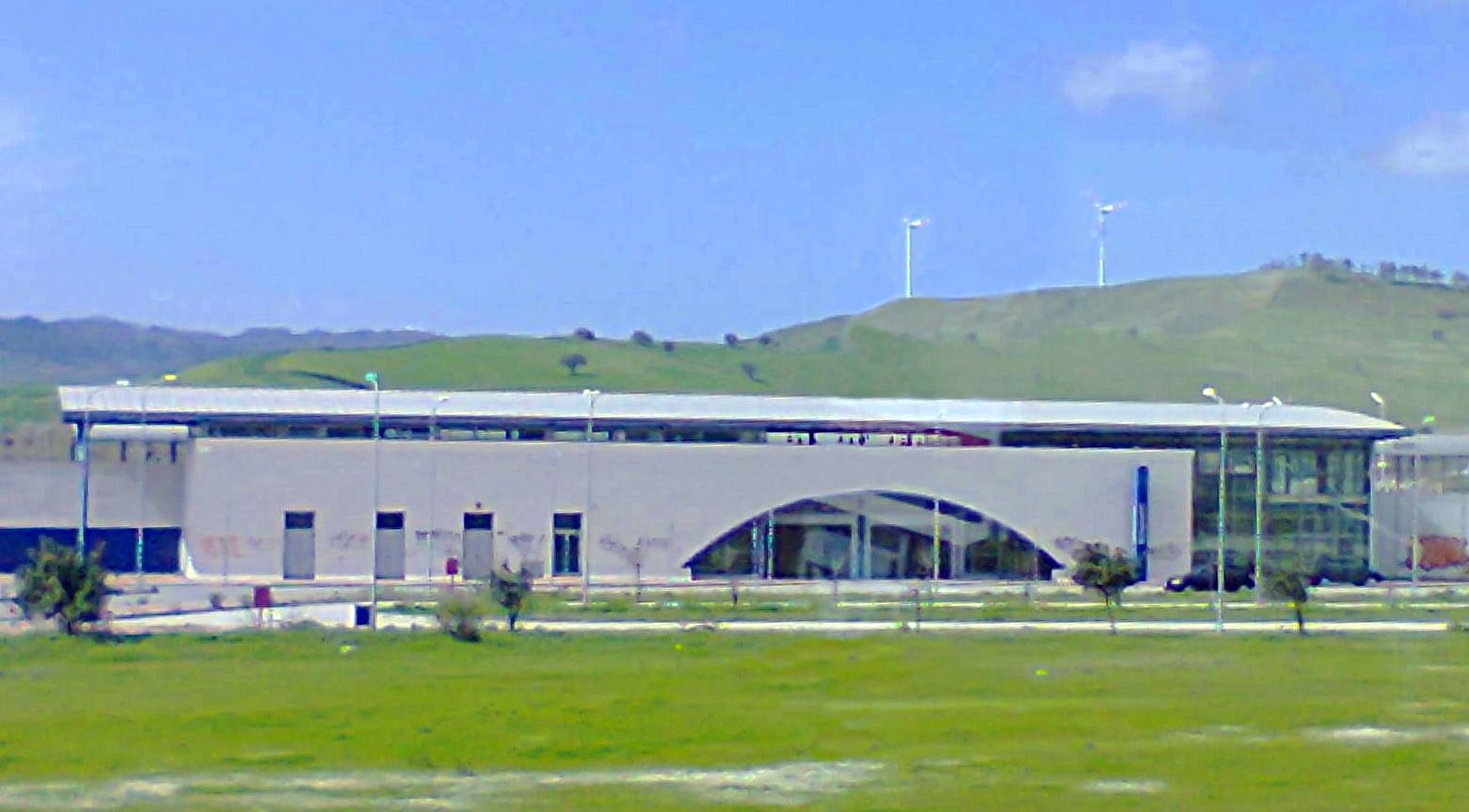
車站全景
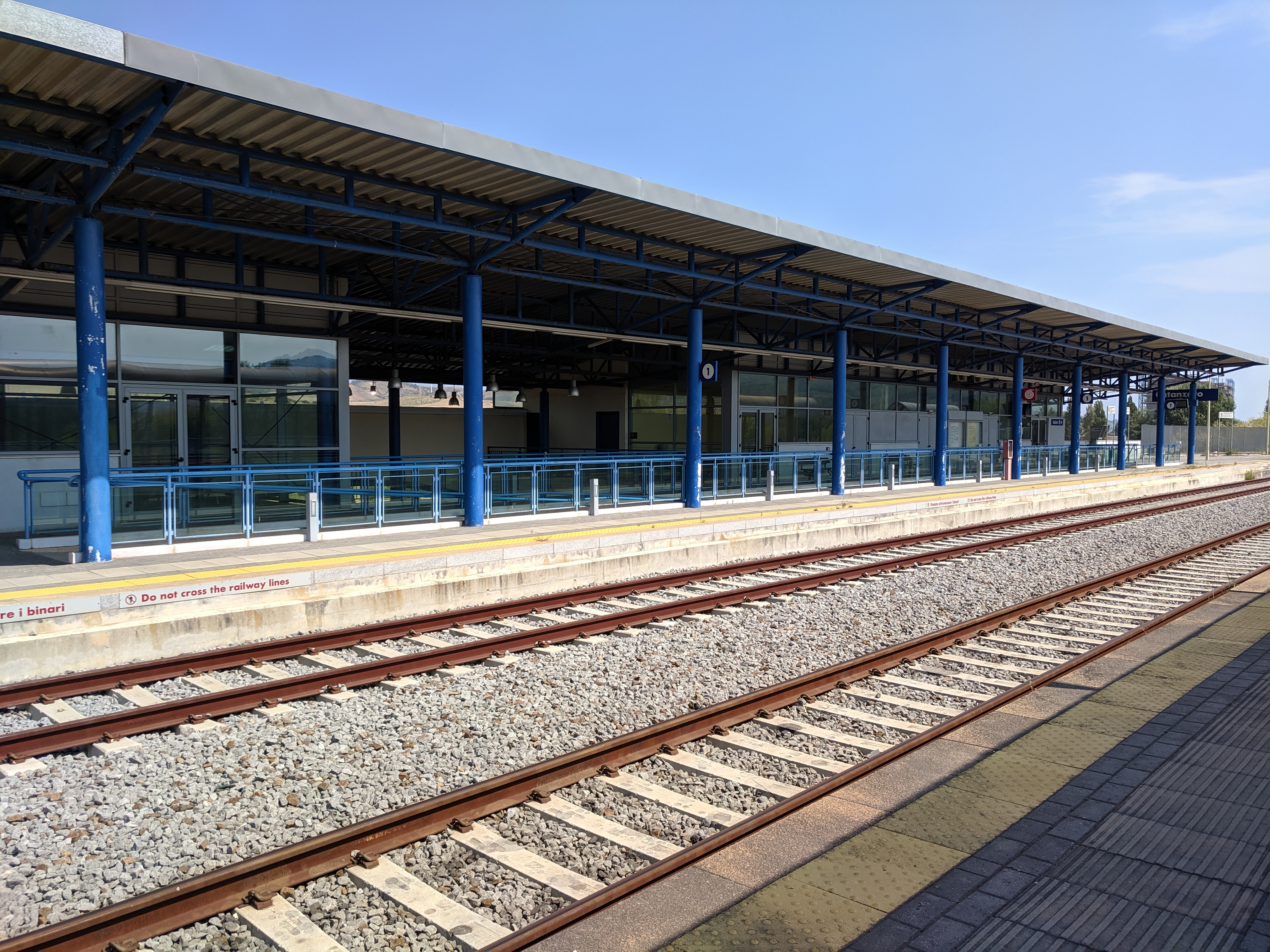
月台
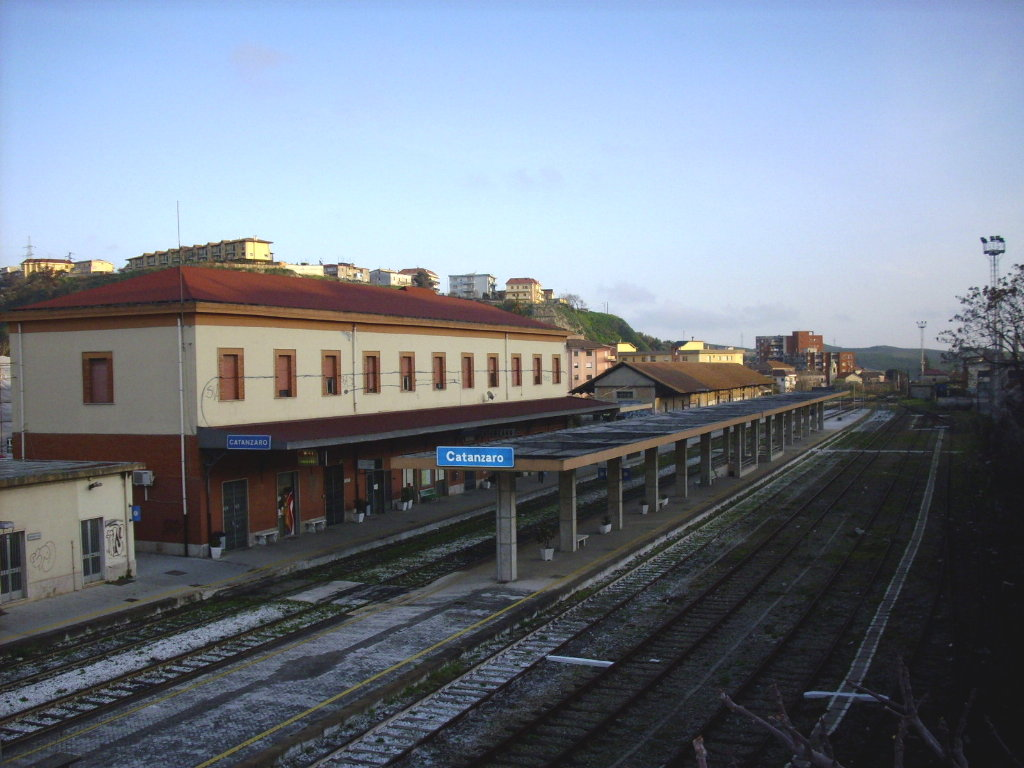
1889年啟用的卡坦扎羅舊站（英语：Catanzaro railway station）

## 外部連結
维基共享资源上的相關多媒體資源：卡坦扎羅車站